# Scars on Broadway

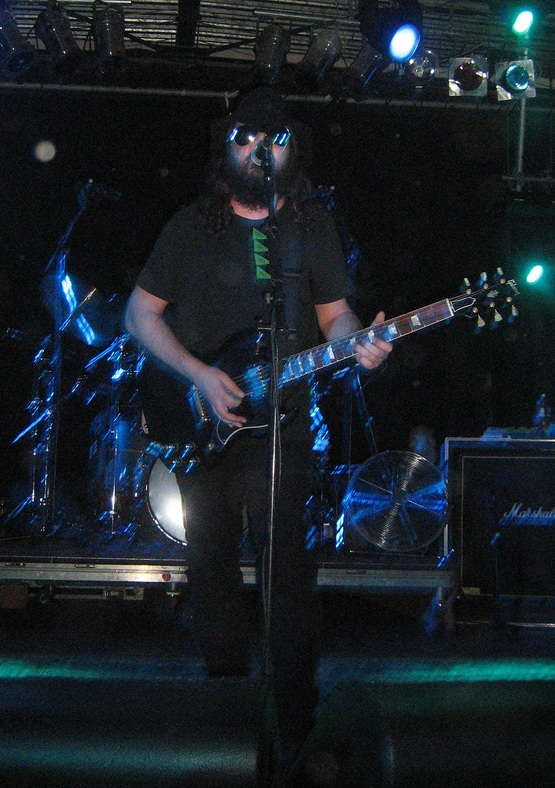
Daron Malakian 2008

Scars on Broadway ist eine US-amerikanische Rockband. Sie setzt sich neben den beiden System-of-a-Down-Mitgliedern Daron Malakian und John Dolmayan aus Franky Perez, Danny Shamoun und Dominic Cifarelli von Pulse Ultra zusammen. Ihr nach dem Bandnamen betiteltes Debütalbum ist am 1. August 2008 in Deutschland erschienen. Malakian sieht Scars on Broadway nicht als Seitenprojekt an.

## Geschichte
Bereits im Jahr 2003 nahm Daron Malakian mit Casey Chaos, Greg Kelso und Zach Hill die Demo Ghetto Blaster Rehearsals unter dem Projektnamen „Scars on Broadway“ auf.
Unabhängig davon wurde die heutige Band Scars on Broadway im Jahr 2006 durch Daron Malakian gegründet. Der Name der Gruppe (dt.: Narben auf dem Broadway) entstand aufgrund von Swastika-Symbolen, welche sich am Fuß der Parkleuchten auf der Broadway Straße in Glendale (Malakians Geburtsort) befanden. Diese Symbole galten als Verzierung der Parkleuchten und waren nicht, wie das nationalsozialistische Symbol „zur Spitze“ geneigt. Für Malakian hatten diese Symbole dennoch etwas Mysteriöses. Ein Freund und er redeten, während sie zu einem Hockey-Spiel gingen, über diese Symbole und der Freund sagte: „Yeah, those swastikas on Broadway“. Malakian kam daraufhin die Idee, seine Band nicht „Swastikas on Broadway“, sondern „Scars on Broadway“ zu nennen. Ende 2006 fragte Malakian seinen alten Bandkollegen John Dolmayan, ob er nicht in die Band einsteigen wolle und jener stimmte zu.
Nachdem System of a Down 2006 in eine künstlerische Pause gegangen war, widmete sich Daron Malakian dem Wiederaufleben der Band und stellte sie neu zusammen. John Dolmayan fungiert, wie schon bei System of a Down, auch bei Scars on Broadway als Schlagzeuger. Weiterhin wird Scars on Broadway durch Gitarrist und Backgroundsänger Franky Perez, Keyboarder Danny Shamoun, sowie Bassist Dominic Cifarelli unterstützt. Im September 2007 nahm die Band in dieser Besetzung das Debütalbum auf.
Die Band thematisiert, ähnlich System of a Down, eher düstere Themen. Ein zentrales Motiv ist dabei die emotionale Überforderung, der ein Individuum im Zeitalter der Globalisierung und Massenmedien ausgesetzt ist.
Am 28. März 2008 erschien die erste Single They Say. Am 29. Juli erschien das selbstbetitelte Debütalbum auf Interscope Records. Am 28. Juni 2008 erschien auf der offiziellen Internetseite der Band der Videoclip zu der Single They Say. Ihren ersten Liveauftritt hatte die Band am 11. April 2008, im „Whisky A Go Go“, einem Nachtclub in West Hollywood (Los Angeles, California). Deutschen Boden betraten sie erstmals im Luxor in Köln am 27. Juni 2008.
Am 24. Februar 2009 gab der Bassist der Band Dominic Cifarelli in einem Interview bekannt, dass sich die Band getrennt habe.
Die zu dieser Zeit laufende Tour wurde vollständig abgesagt. Am 2. Mai 2010 trat die Band jedoch erneut in Vollbesetzung in einem Club in Los Angeles auf. Einen Monat später wurde ein weiterer Auftritt in Los Angeles auf der offiziellen Homepage angekündigt. Am 29. Juli 2010 veröffentlichte die Band den neuen Song Fucking und stellt diesen zum kostenlosen Download zur Verfügung.
Seit dem 24. Februar 2012 ist auf der offiziellen Homepage ein Ausschnitt aus dem neuen Lied „Guns Are Loaded“ zu hören.
Am 16. April 2018 kündigte Malakian in einem Facebookeintrag eine neue Singleveröffentlichung eines zweiten Albums von Scars on Broadway an. Darüber hinaus teilte Malakian eine Umbenennung der Band in Daron Malakian and Scars on Broadway mit und begründete dies damit, dass Scars on Broadway sich von Album zu Album neu zusammensetzt. Um das zu verdeutlichen, setzte Malakian – in Abgrenzung zu den anderen zukünftigen Bandmitgliedern – seinen Namen an den Anfang von Scars on Broadway.

## Diskografie

### Alben
| Jahr | Titel Musiklabel                          | Höchstplatzierung, Gesamtwochen, AuszeichnungChartplatzierungen (Jahr, Titel, Musiklabel, Platzierungen, Wochen, Auszeichnungen, Anmerkungen) | Höchstplatzierung, Gesamtwochen, AuszeichnungChartplatzierungen (Jahr, Titel, Musiklabel, Platzierungen, Wochen, Auszeichnungen, Anmerkungen) | Höchstplatzierung, Gesamtwochen, AuszeichnungChartplatzierungen (Jahr, Titel, Musiklabel, Platzierungen, Wochen, Auszeichnungen, Anmerkungen) | Höchstplatzierung, Gesamtwochen, AuszeichnungChartplatzierungen (Jahr, Titel, Musiklabel, Platzierungen, Wochen, Auszeichnungen, Anmerkungen) | Höchstplatzierung, Gesamtwochen, AuszeichnungChartplatzierungen (Jahr, Titel, Musiklabel, Platzierungen, Wochen, Auszeichnungen, Anmerkungen) | Anmerkungen                                                                  |
| Jahr | Titel Musiklabel                          | DE | AT | CH | UK | US | Anmerkungen                                                                  |
| ---- | ----------------------------------------- | --- | --- | --- | --- | --- | ---------------------------------------------------------------------------- |
| 2008 | Scars on Broadway Interscope Records      | DE23 (6 Wo.)DE | AT22 (7 Wo.)AT | CH58 (5 Wo.)CH | UK41 (2 Wo.)UK | US17 (5 Wo.)US | Erstveröffentlichung: 29. Juli 2008                                          |
| 2018 | Dictator Scarred for Life                 | — | AT48 (1 Wo.)AT | CH54 (1 Wo.)CH | — | — | Erstveröffentlichung. 20. Juli 2018 als Daron Malakian and Scars on Broadway |
| 2025 | Addicted to the Violence Scarred for Life | — | — | CH84 (1 Wo.)CH | — | — | Erstveröffentlichung. 18. Juli 2025 als Daron Malakian and Scars on Broadway |

### Singles
- 2008: They Say
- 2008: World Long Gone
- 2010: Fucking
- 2018: Lives